# カンボジア議会
カンボジア議会（カンボジアぎかい、クメール語: សភាតំណាងរាស្ត្រ ព្រះរាជាណាចក្រកម្ពុជា）は、カンボジアの立法府である。

## 概要
両院制を採用しており、任期6年、定数46名の上院に相当する元老院と、任期5年、定数123名の下院に相当する国民議会で構成する。